# Daniel Muno
Daniel Muno (Long Beach, 9 febbraio 1989) è un giocatore di baseball statunitense, interno nei Jacksonville Suns, squadra affiliata ai Miami Marlins, della Minor League Baseball.

## Carriera

### Minor League
Muno venne scelto all'8º giro del draft amatoriale del 2011 come 252ª scelta dai New York Mets. Iniziò nello stesso anno nella New York-Penn League singolo A breve stagione con i Brooklyn Cyclones, chiuse con .355 alla battuta, 24 RBI e 45 punti (run in inglese) in 59 partite, ottenendo due premi individuali. Nel 2012 passò nella Florida State League singolo A avanzato con i St. Lucie Mets, finendo con .280 alla battuta, 39 RBI e 36 punti in 81 partite.
Nel 2013 passò nella Eastern League doppio A con i Binghamton Mets finendo con .249 alla battuta, 67 RBI e 86 punti in 127 partite.

### Major League
Ha esordito nella MLB con i Pittsburgh Pirates, in un incontro con i Seattle Mariners.

## Vittorie e premi
- MiLB.com Organization All-Star (22/12/2011)
- Mid-Season All-Star della New York-Penn League con i Brooklyn Cyclones (16/08/2011)
- Giocatore della settimana della Eastern League con i Binghamton Mets (8/07/2013).